# Bikkia kaalaensis
Bikkia kaalaensis là một loài thực vật thuộc họ Rubiaceae. Đây là loài đặc hữu của New Caledonia.